# Jawāla Mukhi
Jawāla Mukhi är en ort i Indien.   Den ligger i distriktet Kangra och delstaten Himachal Pradesh, i den norra delen av landet, 400 km norr om huvudstaden New Delhi. Jawāla Mukhi ligger 520 meter över havet och antalet invånare är 5 281.
Terrängen runt Jawāla Mukhi är kuperad åt nordost, men åt sydväst är den platt. Runt Jawāla Mukhi är det tätbefolkat, med 286 invånare per kvadratkilometer. Närmaste större samhälle är Tīra Sujānpur, 18,0 km öster om Jawāla Mukhi. I omgivningarna runt Jawāla Mukhi växer i huvudsak blandskog.